# 小杉站 (富山市)
小杉站（日语：／ Kosugi eki */?）是屬於富山地方鐵道上瀧線的鐵路車站，位於富山縣富山市堀川町。本站是設立於2003年的新通勤車站，大部時間為無人站，但早上繁忙時間會有職員駐守月台旁的小站亭。
位於同縣內亦有另一個「小杉站」，原本是西日本旅客鐵道（JR西日本），現時轉由愛之風富山鐵道管理的車站。兩站不論在漢字、假名串法以及相關的英文串法均完全相同，但兩個車站其實並沒有任何關係，兩站相距亦超過15公里，亦沒有公共交通將兩站直接連接來。

## 車站結構
本站1座設有側式月台，為列車不可交換車站，有效長度為2輛。整個月台由三角鋼架及水泥版所搭建而成，較特別是月台兩端均可進出車站，其中向電鐵富山方向為無障礙斜道，往岩峅寺方向則為樓梯。列車到站時往電鐵富山方向為右側上落，往岩峅寺方向為左側上落。

### 月台配置
| 路線    | 方向 | 目的地       | 備註 |
| ------- | ---- | ------------ | ---- |
| ■上瀧線 | 上行 | 電鐵富山方向 |      |
| ■上瀧線 | 下行 | 岩峅寺方向   |      |

## 歷史
- 2003年3月25日：開業。

## 利用人數
| 乘車人員推算 | 乘車人員推算 | 乘車人員推算 |
| 年度         | 1日平均人數  |              |
| ------------ | ------------ | ------------ |
| 2004年       | 181          |              |
| 2005年       | 197          |              |
| 2006年       | 187          |              |
| 2007年       | 186          |              |
| 2008年       | 187          |              |
| 2009年       | 184          |              |
| 2010年       | 195          |              |
| 2011年       | 218          |              |

## 相鄰車站
富山地方鐵道
■上瀧線
普通
上堀（T63）－小杉（T64）－布市（T65）

## 外部連結
- 富山地方鐵道小杉站公式網頁。 （页面存档备份，存于）（日語）